# Burgstall Moosranken
Der Burgstall Moosranken ist eine abgegangene mittelalterliche Burganlage auf einem Hangsporn in der namengebenden Waldflur Moosranken. Er liegt über dem Tal des Kötschdorfer Baches sowie einem Nebenbach, der bei der Christopherus-Quelle entspringt, beide sind Nebengewässer der Naab. Er liegt rund 1400 Meter nordnordöstlich der Burg Wernberg in der oberpfälzischen Gemeinde Wernberg-Köblitz in Bayern, Deutschland.
Über diese Burg sind keine geschichtlichen oder archäologischen Informationen bekannt. Die Burg wird grob auf mittelalterliche Zeitstellung datiert. Erhalten haben sich von der Anlage nur ein Halsgraben und ein Ringwall, die Stelle ist als Bodendenkmal Nummer D-3-6439-0012 mittelalterlicher Burgstall geschützt.

## Beschreibung
Der Burgstall der Spornburg liegt in 450,4 m ü. NN Höhe auf einem nach Osten gerichteten und rund 50 Höhenmeter über der Talsohle liegenden Bergsporn, der aus einem Osthang eines 529 m ü. NN hohen Berges hervorspringt. An drei Seiten wird der Burgplatz durch den steilen Abfall des Geländes von Natur aus gut geschützt, an der weiter ansteigenden Seite im Westen wurde ein Halsgraben angelegt. Dieser nach außen gebogene, und von Norden nach Süden verlaufende Graben ist noch sieben Meter breit und bis zu 1,8 Meter tief, seine Enden reichen bis zu den jeweiligen Geländekanten. Etwas unterhalb davon haben sich jeweils ein Aushubhügel erhalten, ein Zeichen für die künstliche Herkunft des Grabens. An den Geländekanten schließt sich dem Halsgraben ein Ringgraben mit Außenwall an, der sich um den Burghügel zieht. Er ist allerdings nur am Anschluss des Halsgrabens noch als solcher erkennbar, an der restlichen Strecke tritt dieser Wallgraben nur noch verflacht als Terrasse in Erscheinung.
In diesem von dem Halsgraben sowie dem Ringgraben gebildeten Areal liegt das etwa tropfenförmige Burggelände, es ist etwa 60 Meter lang und 25 Meter breit, und fällt zur Spornspitze hin leicht ab. Um das Burggelände zieht sich ein Ringwall, der hinter dem Halsgraben als rund sieben Meter breiter und bis zu 1,8 Meter hoher Wallabschnitt erhalten ist, an diesen schließt sich ein Randwall an, der zur Spornspitze hin flacher wird, und an der Nordostseite nur noch als scharfe Geländekante sichtbar ist. Die Flanken des Burghügels wurden zusätzlich noch künstlich weiter abgesteilt.
Heute sind keine Fundament- oder sonstige Baureste mehr erhalten.